# 莱萨勒
莱萨勒（法語：Les Salles，法語發音：[le sal]）是法国卢瓦尔省的一个市镇，位于该省西部，属于蒙布里松区。

## 地理
莱萨勒（45°50'52"N, 3°47'37"E）面积25.22 平方千米，位于法国奥弗涅-罗讷-阿尔卑斯大区卢瓦尔省，该省份为法国中南部省份，北起顺时针与索恩-卢瓦尔省、罗讷省、伊泽尔省、阿尔代什省、上盧瓦爾省、多姆山省和阿列省接壤。
与莱萨勒接壤的市镇（或旧市镇、城区）包括：绍斯泰尔、阿尔孔萨、沙布勒洛什、塞尔维耶尔、尚波利、努瓦雷塔布勒、圣罗曼迪尔费、昂宗河畔韦特尔。
莱萨勒的时区为UTC+01:00、UTC+02:00（夏令时）。

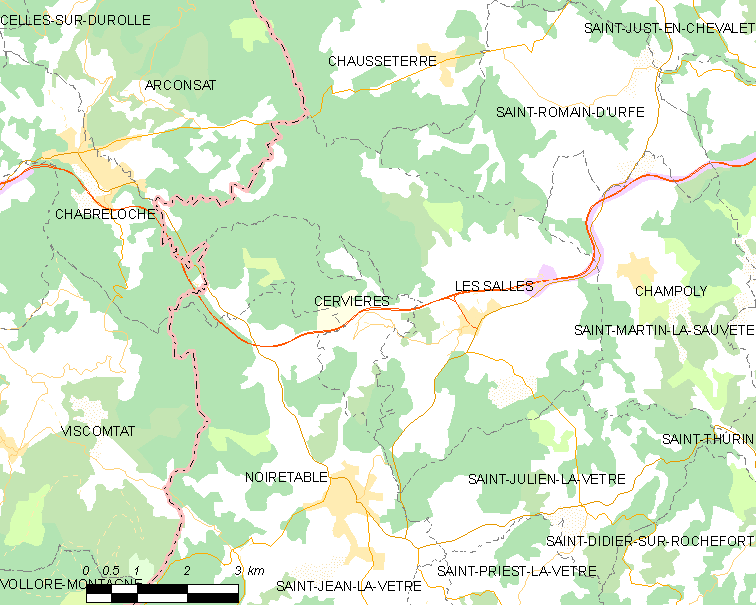
莱萨勒的OSM定位图

## 行政
莱萨勒的邮政编码为42440，INSEE市镇编码为42295。

## 政治
莱萨勒所属的省级选区为利尼翁河畔博安县。

## 交通
卢瓦尔省省道D24线、D53线和D73线在境内交汇。
法国国家A89号高速公路经过境内并设有31号出入口。

## 人口

1962-2008年间莱萨勒人口变化图示

莱萨勒于2022年1月1日时的人口数量为562人。